# Senta-Sofia Delliponti

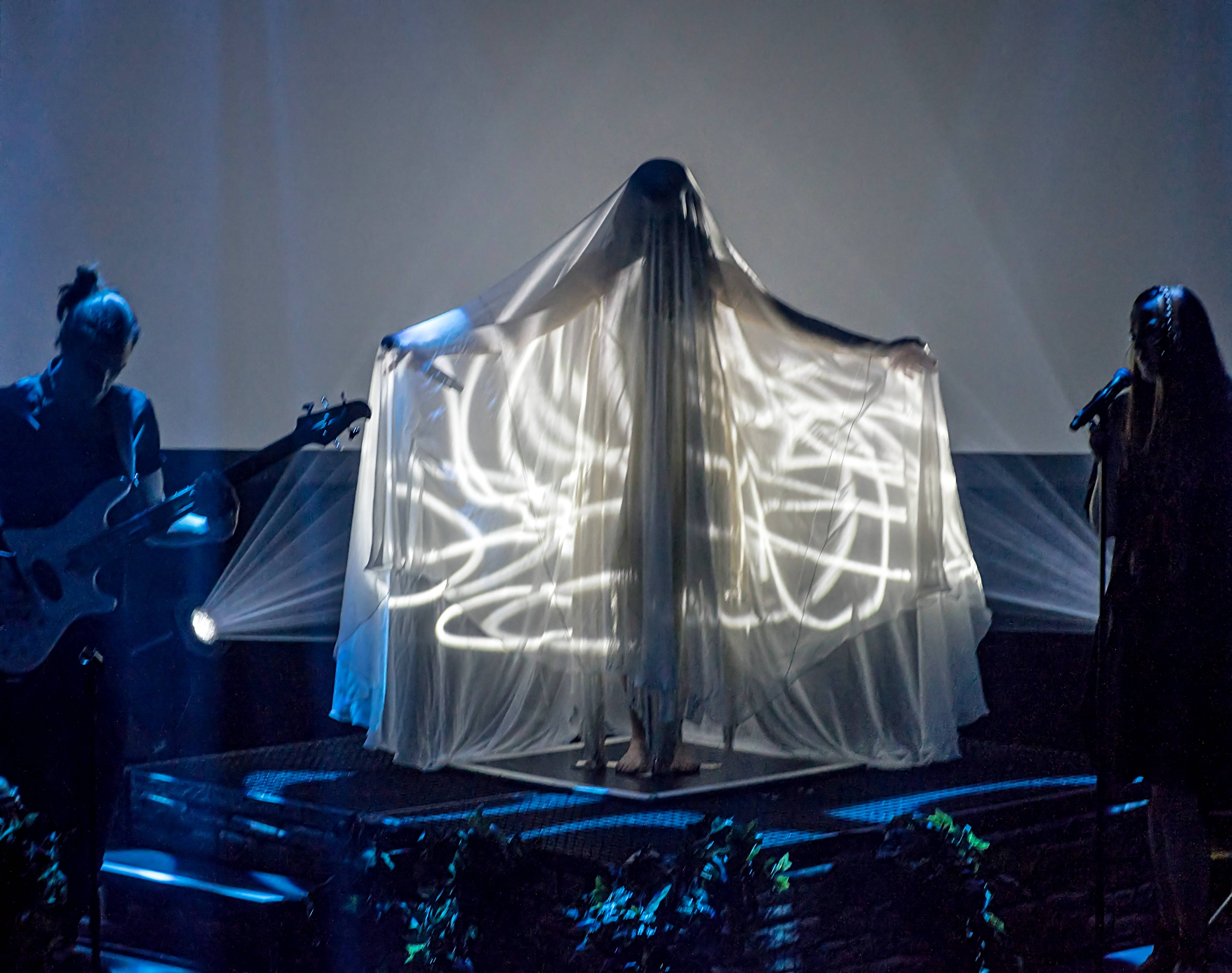
Senta-Sofia Delliponti lors d'un concert à Fribourg

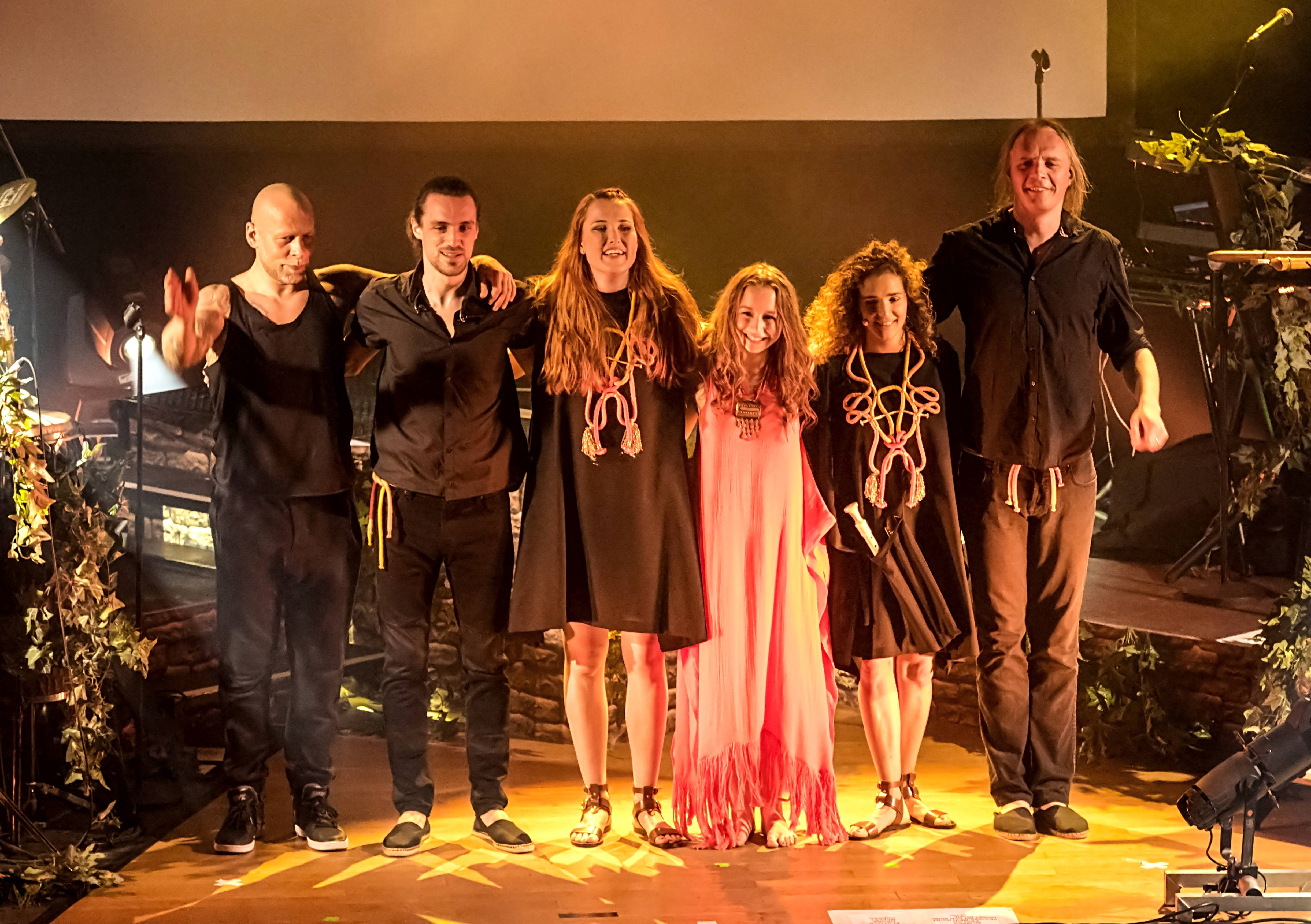
Oonagh en concert à Fribourg

Senta-Sofia Delliponti, de son nom d'artiste Senta, née le 16 avril 1990 à Wolfsbourg (Basse-Saxe), est une chanteuse allemande, également actrice de comédie musicale et de télévision. Entre janvier 2014 et avril 2022, période durant laquelle son œuvre est principalement inspirée par l'univers de l'écrivain britannique J. R. R. Tolkien et différentes musiques du monde, notamment africaines et amérindiennes,,, elle est connue sous le pseudonyme Oonagh. Son répertoire a par la suite évolué vers un style plus classique et contemporain, l'amenant à abandonner ce nom de scène initial pour celui, plus adapté à ses productions actuelles, qu'elle emploie désormais,.

## Biographie
Senta-Sofia Delliponti, née d'une Bulgare et d'un Italien, grandit à Gifhorn, en Basse-Saxe. Son père, Maik Delliponti, est pizzaiolo et sa mère, Elena, est professeure de musique. Le prénom de Senta-Sofia Delliponti est inspiré de ceux de l'actrice Senta Berger et de la capitale du pays d'origine de sa mère, Sofia. Delliponti a un petit frère. Elle prend part à des concours de musiques et joue dans la comédie musicale Jim Bouton. Elle obtient son brevet d'études en 2006. De 2007 à 2010, elle suit une formation de spectacle et de chanson à École d'art dramatique de Charlottenburg (de), à Berlin. En décembre 2017, elle donne naissance à une petite fille, dont elle ne révèle pas le nom du père.

### Carrière
Le 12 juillet 2003, Delliponti fait sa première apparition dans l'émission de télé-crochet Star Search, diffusée sur Sat.1. Elle atteint la finale de la catégorie « Music Act de 10 à 15 ans » le 10 août 2003, où elle perd face à son concurrent Daniel Siegert (de) et se classe à la deuxième place.
En tant que membre du groupe Star Search – The Kids, elle participe à l'enregistrement du single Smile (de), qui se hisse à la 5e place du classement allemand. Le single Mother (de), enregistré avec Daniel Siegert et sorti en 2004, n'atteint pas ce succès. Delliponti chante Oh Tannenbaum pour l'album de Noël des TV Allstars (de).
À l'automne 2006, Delliponti commence sa carrière solo avec le single de pop punk Scheißegal (de), qui atteint la 69e place du classement allemand. Son single Ich sehe was, was du nicht siehst (de), sorti en 2007, est choisie pour le générique de la septième saison de la version allemande de la série Big Brother.
En 2008, Delliponti joue dans la comédie musicale L'Éveil du printemps.
Jusqu'au 31 janvier 2010, Delliponti est membre de l'ensemble de la comédie musicale Le Bal des vampires à Oberhausen. Jusqu'à l'automne 2010, elle est prévue en tant que remplaçante du rôle principal féminin de la même comédie à Stuttgart.
De début septembre 2010 jusqu'à la mi-juin 2013, elle joue le rôle de Tanja Seefeld dans le soap opera Au rythme de la vie (Gute Zeiten, schlechte Zeiten), diffusé sur la chaîne RTL.
En 2014, Delliponti adopte le nom d'artiste « Oonagh » et publie son premier album, dont elle est éponyme (de). En 2015, elle remporte le prix musical ECHO Pop (de) dans les catégories « artiste nationale de pop-rock » et « Newcomer de l'année (national) ». Son deuxième album, intitulé Aeria (de), sort le 13 mars 2015, et son troisième, Märchen enden gut, le 21 octobre 2016. La chanteuse est accompagnée, sur une partie des titres appartenant à ces trois premiers albums, par le groupe allemand Santiano. Par ailleurs, si la quasi-totalité des chansons interprétées par Delliponti sont au moins en partie en allemand, bon nombre de celles figurant dans lesdits trois premiers opus comportent également des paroles en quenya, langue imaginaire créée par Tolkien et mise en scène dans son principal univers de fiction, la Terre du Milieu. Certaines d'entre elles font en outre référence à des personnages (Oromë, Tinúviel ou Fëanor), lieux (la région de Valinor ou l'île de Númenor) ou artefacts (les Silmarils) y appartenant.
Il lui arrive toutefois d'intégrer d'autres langues dans ses productions de l'époque. Ainsi, le premier titre de l'édition initiale de l'album Aeria, "Ananau - Wo die Höhen zum Himmel reichen", est l'adaptation d'une chanson péruvienne (intitulée simplement "Ananau") dont les paroles sont en quechua ; Delliponti les conserve, tout en y ajoutant un texte inédit en allemand et en quenya. Le thème musical original est également gardé et étendu. La reprise de ce morceau lui vaut cependant d'être accusée de plagiat par le groupe péruvien Alborada (es), qui en a interprété la version d'origine auparavant et affirme en être l'auteur. La chanteuse, qui indique de son côté avoir cru qu'il s'agissait d'une chanson traditionnelle, s'engage à reverser un euro au groupe par exemplaire d'Aeria vendu.
Il est à noter que ce deuxième album a connu deux rééditions ; la première conserve tous les titres d'origine et y ajoute quatre morceaux supplémentaires, dont deux réalisés avec le groupe irlandais Celtic Woman : "Tir na nOg" et "Christmas Secrets" (autre reprise, cette fois de la chanteuse Enya, également originaire de ce pays), dont les paroles sont en anglais. La seconde exclut "Ananau" mais contient toujours les quatre titres bonus de la précédente. Signalons enfin la présence, sur toutes les versions d'Aeria, d'une chanson en espagnol ("Tinta - von der Liebe") ainsi que, sur Märchen enden gut, du Gayatri Mantra dans sa langue d'origine, le sanskrit.
Le quatrième album de Delliponti, Eine neue zeit, est quant à lui disponible depuis le 9 août 2019. Il diffère des trois précédents par son style musical africain et l'usage, outre l'allemand, du swahili dans les différents morceaux ; il est également le premier à exclure toute allusion à l’œuvre de Tolkien et tout usage du quenya.
Les albums Oonagh et Märchen enden gut ont entretemps connu, tout comme Aeria, respectivement une et deux rééditions comportant chacune plusieurs nouveaux titres. Un Best-of est enfin sorti le 7 août 2020, contenant quelques inédits en sus d'une sélection de morceaux déjà publiés, dont certains dans des versions alternatives ; on y trouve notamment une traduction anglaise de la chanson "Orome".
Le 14 avril 2022, Delliponti annonce via une vidéo postée sur sa chaîne YouTube qu'elle n'utilisera désormais plus le pseudonyme Oonagh et compte poursuivre sa carrière sous le seul nom de Senta. Le premier titre publié sous celui-ci, "Was immer es ist", est accompagné d'un clip publié le 6 mai 2022 sur ladite chaîne. Son style s'éloigne des précédentes productions de la chanteuse et se veut plus moderne et personnel,, témoignant d'un changement de direction dont résulte l'abandon de son nom d'artiste initial.
Son cinquième album, Egal wie weit, sort le 10 mars 2023 ; plusieurs des morceaux qu'il contient, outre celui susmentionné, ont été préalablement publiés sur sa chaîne YouTube sous forme de clips, tels que "Musik Musik", "Aufhören", "Verlieren" et la chanson-titre. 
En 2024, après avoir un temps envisagé de se retirer du monde de la musique, Delliponti se ravise finalement devant le succès de "Farben sind für alle da", une chanson qu'elle a écrite pour sa fille. Le 20 juin 2025, elle sort un nouvel album intitulé Hoch die Hände Wochenende, contenant entre autres ce titre et destiné à un jeune public. 

## Discographie

### Albums studio
| Année                     | Titre                     | Classement        | Classement        | Classement        | Remarque                                       |
| Année                     | Titre                     | Allemagne         | Autriche          | Suisse            | Remarque                                       |
| En tant qu'Oonagh         | En tant qu'Oonagh         | En tant qu'Oonagh | En tant qu'Oonagh | En tant qu'Oonagh | En tant qu'Oonagh                              |
| ------------------------- | ------------------------- | ----------------- | ----------------- | ----------------- | ---------------------------------------------- |
| 2014                      | Oonagh (de)               | 3 (70 sem.)       | 16 (13 sem.)      | 34 (9 sem.)       | Sortie : 31 janvier 2014 Ventes : + de 200 000 |
| 2015                      | Aeria (de)                | 2 (51 sem.)       | 15 (11 sem.)      | 41 (5 sem.)       | Sortie : 13 mars 2015 Ventes : + de 100 000    |
| 2016                      | Märchen enden gut         | 7 (18 sem.)       | 18 (3 sem.)       | 30 (2 sem.)       | Sortie : 21 octobre 2016                       |
| 2019                      | Eine neue Zeit            | 4 (12 sem.)       | 35 (1 sem.)       | 11 (3 sem.)       | Sortie : 9 aout 2019                           |
| En tant que Senta         |                           |                   |                   |                   |                                                |
| 2023                      | Egal wie weit             | 42                | —                 | —                 | Sortie : 10 mars 2023                          |
| 2025                      | Hoch die Hände Wochenende | —                 | —                 | —                 | Sortie : 20 juin 2025                          |
|                           | Albums numéro 1           | —                 | —                 | —                 |                                                |
| Albums dans le top 10     | 2                         | —                 | —                 |                   |                                                |
| Albums dans le classement | 2                         | 2                 | 2                 |                   |                                                |

## Singles

### Classements solo
| Année | Titre                                                     | Classement  | Classement | Classement | Remarque                    |
| Année | Titre                                                     | Allemagne   | Autriche   | CH         | Remarque                    |
| ----- | --------------------------------------------------------- | ----------- | ---------- | ---------- | --------------------------- |
| 2006  | Scheißegal The Dome Vol. 39 (sample)                      | 69 (4 sem.) | —          | —          | Sortie : 1er septembre 2006 |
| 2007  | Ich sehe was, was du nicht siehst Big Brother (générique) | 71 (2 sem.) | —          | —          | Sortie : 20 avril 2007      |
| 2014  | Gäa Oonagh                                                | 67 (4 sem.) | —          | —          | Sortie : 21 mars 2014       |

### Classement en tant qu'invitée
| Année                      | Titre                                                     | Classement  | Classement  | Classement  | Remarque                                                              |
| Année                      | Titre                                                     | Allemagne   | Autriche    | Suisse      | Remarque                                                              |
| -------------------------- | --------------------------------------------------------- | ----------- | ----------- | ----------- | --------------------------------------------------------------------- |
| 2003                       | Smile Friends                                             | 5 (9 sem.)  | 26 (6 sem.) | 34 (4 sem.) | Sortie : 18 août 2003 (avec Star Search 1 – The Kids)                 |
| 2003                       | Do They Know It's Christmas? The Ultimate Christmas Album | 3 (8 sem.)  | 28 (5 sem.) | 32 (5 sem.) | Sortie : 24 novembre 2003 (avec les TV Allstars)                      |
| 2004                       | Mother Lucky Star                                         | 71 (3 sem.) | —           | —           | Sortie : 19 avril 2004 (Daniel feat. Senta-Sofia, Jenniffer & Oliver) |
|                            | Single numéro 1                                           | —           | —           | —           |                                                                       |
| Singles dans le top 10     | 2                                                         | —           | —           |             |                                                                       |
| Singles dans le hit-parade | 6                                                         | 2           | 2           |             |                                                                       |

### Autres
- 2011 : Wenn du dich traust (avec BTM)
- 2014 : Nan úye (single de promotion)
- 2014 : Eldamar (single de promotion)
- 2017 : Willst du noch träumen

## Clips musicaux
| Année             | Titre                                    | Réalisateur                |
| Sous son nom réel | Sous son nom réel                        | Sous son nom réel          |
| ----------------- | ---------------------------------------- | -------------------------- |
| 2003              | Do They Know It's Christmas?             | Johannes Grebert           |
| 2006              | Scheißegal                               | Oiver Sommer               |
| 2007              | Ich sehe was, was du nicht siehst        | Hans Hammers Jr. II        |
| 2011              | Wenn du dich traust                      | Alkmini Boura, Fee Scherer |
| En tant qu'Oonagh |                                          |                            |
| 2014              | Gäa                                      | Sören Schaller             |
| 2014              | Oromé                                    | Sören Schaller             |
| 2014              | Vergiss mein nicht                       | Sören Schaller             |
| 2014              | Eldamar                                  |                            |
| 2015              | Ananau – Wo die Höhen zum Himmel reichen |                            |
| 2015              | Silmaril – Schöner als die Sterne        |                            |
| 2015              | Tinúviël – Bis die Stille zerbricht      |                            |
| 2016              | Tír na nÓg                               |                            |
| 2016              | Aulë und Yavanna                         |                            |
| 2017              | Zeit der Sommernächte                    |                            |
| 2019              | Kuliko Jana - Eine neue Zeit             |                            |
| En tant que Senta |                                          |                            |
| 2022              | Was immer es ist                         |                            |
| 2022              | Musik Musik                              |                            |
| 2022              | Aufhören                                 |                            |
| 2022              | Verlieren                                |                            |
| 2023              | Egal wie weit                            |                            |

## Récompenses de ventes musicales
| Pays      | Disque de platine | Sources           |
| --------- | ----------------- | ----------------- |
| Allemagne | 1                 | musikindustrie.de |
| Au total  | 1                 |                   |

## Filmographie
| - 2010–2013 : Au rythme de la vie (Gute Zeiten, schlechte Zeiten) (RTL) - 2013 : Marco Angelini – Du & ich - 2009 : Horsemen | - 2003 : Star Search (Sat.1, 4 apparitions) - 2003 : Interaktiv (VIVA, 1 apparition) - 2003 : Die Schlager des Jahres (MDR, 1 apparition) - 2006 : The Dome (RTL II, 1 apparition) - 2007 : Big Brother (RTL II, 1 apparition) - 2012 : Das perfekte Promi-Dinner (VOX, 1 apparition) - 2014 : Promi Shopping Queen (VOX, 1 apparition) - 2014 : Der Staatsanwalt: Das Luder (ZDF, 1 apparition) - 2014 : Das grosse Fest zum Jubiläum (Das Erste, 1 apparition) - 2014 : Willkommen bei Carmen Nebel (ZDF, 1 apparition) - 2014–2015 : ZDF-Fernsehgarten on Tour (ZDF, 2 apparitions) - 2014: Tigerenten Club (Das Erste, 1 apparition) - 2014 : In aller Freundschaft: Mein Leben (Das Erste, 1 apparition) |

## Tournées
- 2014 : Mit den Gezeiten Tour 2014 (première partie de Santiano)
- 2015 : Oonagh Tour 2015
- 2017 : Märchen enden gut Tour 2017
- 2020 : Eine neue Zeit - Live 2020

## Théâtre
- 2008 : L'Éveil du printemps (lieu : Vereinigte Bühnen Wien, rôle : Ilse)
- 2009 : Gala (lieu : Metronom Theater d'Oberhausen, rôle : divers)
- 2010–2011 : Le Bal des vampires (lieu : Palladium Theater de Stuttgart, rôle : Sarah)
- 2012–2013 : Ein Wintermärchen für Stella (lieu : Unna, rôle : Stella)

## Récompenses et distinctions
- 2015 : Die Eins der Besten[30]
- 2015 : ECHO Pop de la catégorie Artiste nationale Rock/Pop
- 2015 : ECHO Pop de la catégorie Newcomer de l'année (national)